# Aurorae sinus
Aurorae Sinus (lateinisch, etwa Bucht der Morgenröte) ist ein dunkles Albedomerkmal auf der südlichen Hemisphäre des Planeten Mars. „Sinus“ beschreibt im Kontext außerirdischer Regionen eine Bucht oder eine bogenförmige Struktur.

## Areographie

### Lage
Das Merkmal befindet sich am östlichen Ende der Valles Marineris bei 14° 49′ 48″ S, 50° 0′ 0″ W. Zusammen mit Aonium Sinus und Solis Lacus ist es Teil eines Merkmals, das als „Auge des Mars“ bekannt ist.
Südwestlich von Aurorae Sinus liegt die Hochebene Thaumasia Planum, nördlich die Hochebene Aurorae Planum.

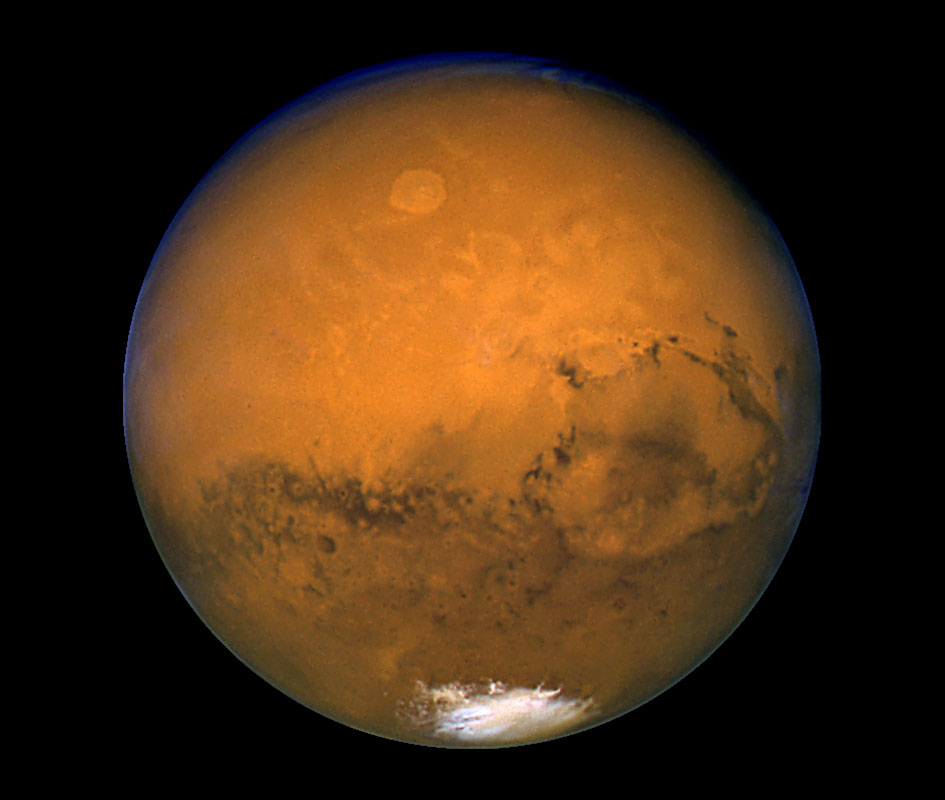
Das „Auge des Mars“, fotografiert vom Hubble-Teleskop.

## Namensherkunft
Aurorae Sinus wurde 1958 nach der römischen Göttin Aurora benannt, der lateinischen Bezeichnung für die Morgenröte.